# Centralia (Iowa)
Centralia és una població dels Estats Units a l'estat d'Iowa. Segons el cens del 2000 tenia 101 habitants.

## Demografia
Segons el cens del 2000, Centralia tenia 101 habitants, 38 habitatges, i 28 famílies. La densitat de població era de 70,9 habitants per km².
Dels 38 habitatges en un 39,5% hi vivien nens de menys de 18 anys, en un 71,1% hi vivien parelles casades, en un 2,6% dones solteres, i en un 26,3% no eren unitats familiars. En el 15,8% dels habitatges hi vivien persones soles el 7,9% de les quals corresponia a persones de 65 anys o més que vivien soles. El nombre mitjà de persones vivint en cada habitatge era de 2,66 i el nombre mitjà de persones que vivien en cada família era de 3.
Per edats la població es repartia de la següent manera: un 30,7% tenia menys de 18 anys, un 4% entre 18 i 24, un 35,6% entre 25 i 44, un 19,8% de 45 a 60 i un 9,9% 65 anys o més.
L'edat mediana era de 32 anys. Per cada 100 dones de 18 o més anys hi havia 94,4 homes.
La renda mediana per habitatge era de 43.333 $ i la renda mediana per família de 52.917 $. Els homes tenien una renda mediana de 40.833 $ mentre que les dones 18.125 $. La renda per capita de la població era de 15.269 $. Entorn del 6,5% de les famílies i el 13,8% de la població estaven per davall del llindar de pobresa.

## Poblacions properes
El següent diagrama mostra les poblacions més properes.